# ماربل هیل (میزوری)
ماربل هیل (به انگلیسی: Marble Hill) یک شهر در ایالات متحده آمریکا است که در شهرستان بالینگر، میزوری واقع شده‌است. ماربل هیل ۴٫۲۷ کیلومتر مربع مساحت و ۱٬۴۷۷ نفر جمعیت دارد و ۱۴۹ متر بالاتر از سطح دریا قرار دارد.